# Leo Hauschild
Leo Alexander Hauschild (* 5. Juli 1998) ist ein deutscher Volleyball- und Beachvolleyballspieler.

## Karriere Halle
Hauschild spielt Volleyball beim Hamburger Verein Eimsbütteler TV, zunächst in Jugendmannschaften und bis 2016 mit der zweiten Mannschaft in der Hamburger Verbandsliga. 2016/17 war der Mittelblocker auch beim Drittligisten VC Olympia Hamburg aktiv. Seit 2017 spielt er mit dem Eimsbütteler TV in der Dritten Liga Nord. Hier gewann er 2022 die Meisterschaft und stieg in die Zweite Bundesliga auf. Nach dem Abstieg 2023 stieg er 2024 erneut in die Zweite Bundesliga auf.

## Karriere Beach
Seit 2015 spielt Hauschild auch Beachvolleyball, zunächst mit verschiedenen Partnern vorwiegend auf Jugendturnieren. Von 2016 bis 2019 war Hannes Gerken sein Partner. Gerken/Hauschild hatten vielfach Top-Ten-Platzierungen auf norddeutschen Turnieren der Kategorie 1 und 2. Von 2019 bis 2020 spielt Hauschild an der Seite von Marian Heldt. Erfolgreich war Hauschild auch im Snowvolleyball, wo er mit einem 4-Mann-Team zweimal an der deutschen Meisterschaft teilnahm und 2019 in Willingen Platz drei erreichte.
Auf der Comdirect Beach Tour 2020 qualifizierte sich Hauschild Mitte August an der Seite von Max-Jonas Karpa zum ersten Mal für die Deutsche Beachvolleyball-Meisterschaft im September. 2022 war Manuel Harms sein Partner, mit dem er erneut an der Deutschen Meisterschaft teilnahm. Mit Philipp Grau erreichte Hauschild 2023 das Finale beim „Rock the Beach“-Turnier auf Fehmarn.

## Privates
Leo Hauschild ist der Sohn der ehemaligen Hamburger Volleyball- und Beachvolleyballspielerin Martina Hauschild.